# 1990년 FIFA 월드컵 예선
1990년 FIFA 월드컵 예선에는 총 116개국이 참가했는데, 24장의 본선 진출권 가운데 이탈리아가 개최국 자격으로 자동 진출하였고, 아르헨티나가 지난 대회 우승 팀 자격으로 자동 진출하여, 22장의 진출권을 놓고 예선을 치렀다.
1990년 FIFA 월드컵에 출전하게 될 24개의 티켓은 배분은 아래와 같이 이루어졌다.
- 유럽 (UEFA) : 13장 (32개 팀) + 1장 (개최국 이탈리아)
- 남아메리카 (CONMEBOL) : 3.5장 (9개 팀), 2장 (본선 직행) + 1장 (전년도 우승 팀 아르헨티나) + 0.5장 (오세아니아와의 대륙간 플레이오프를 통해 결정함)
- 북아메리카 (CONCACAF) : 2장 (16개 팀)
- 아프리카 (CAF) : 2장 (26개 팀)
- 아시아 (AFC) : 2장 (26개 팀)
- 오세아니아 (OFC) : 0.5장 (5개 팀, 남미와의 대륙간 플레이오프를 펼쳐 결정함)

## 지역 예선
- 유럽 (UEFA)

1조 - 루마니아 본선 진출.
2조 - 스웨덴, 잉글랜드 본선 진출.
3조 - 소련, 오스트리아 본선 진출.
4조 - 네덜란드, 서독 본선 진출.
5조 - 스코틀랜드, 유고슬라비아 본선 진출.
6조 - 스페인, 아일랜드 본선 진출.
7조 - 벨기에, 체코슬로바키아 본선 진출.
- 남미 (CONMEBOL)

1조 - 우루과이 본선 진출.
2조 - 콜롬비아는 오세아니아와의 대륙간 플레이오프 진출.
3조 - 브라질 본선 진출. 칠레 실격.
- 북중미카리브 (CONCACAF)

벨리즈는 FIFA로부터 참가를 거절당함. 멕시코는 1988년 CONCACAF U-20 청소년 축구 선수권 대회에 참가한 대표팀 선수들의 나이를 조작한 사실이 발각되어 실격 처리됨.
미국, 코스타리카 본선 진출.
- 아프리카 (CAF)

이집트, 카메룬 본선 진출.
- 아시아 (AFC)

대한민국, 아랍에미리트 본선 진출.
- 오세아니아 (OFC)

이스라엘 은 남미와의 대륙간 플레이오프 진출.

## 대륙간 플레이오프
- 남미 - 오세아니아 플레이오프
  -  콜롬비아가 합계 1 : 0으로 본선 진출.

| 팀 1     | 합계  | 팀 2     | 1차전 | 2차전 |
| -------- | ----- | -------- | ----- | ----- |
| 콜롬비아 | 1 - 0 | 이스라엘 | 1 - 0 | 0 - 0 |

## 본선 진출국

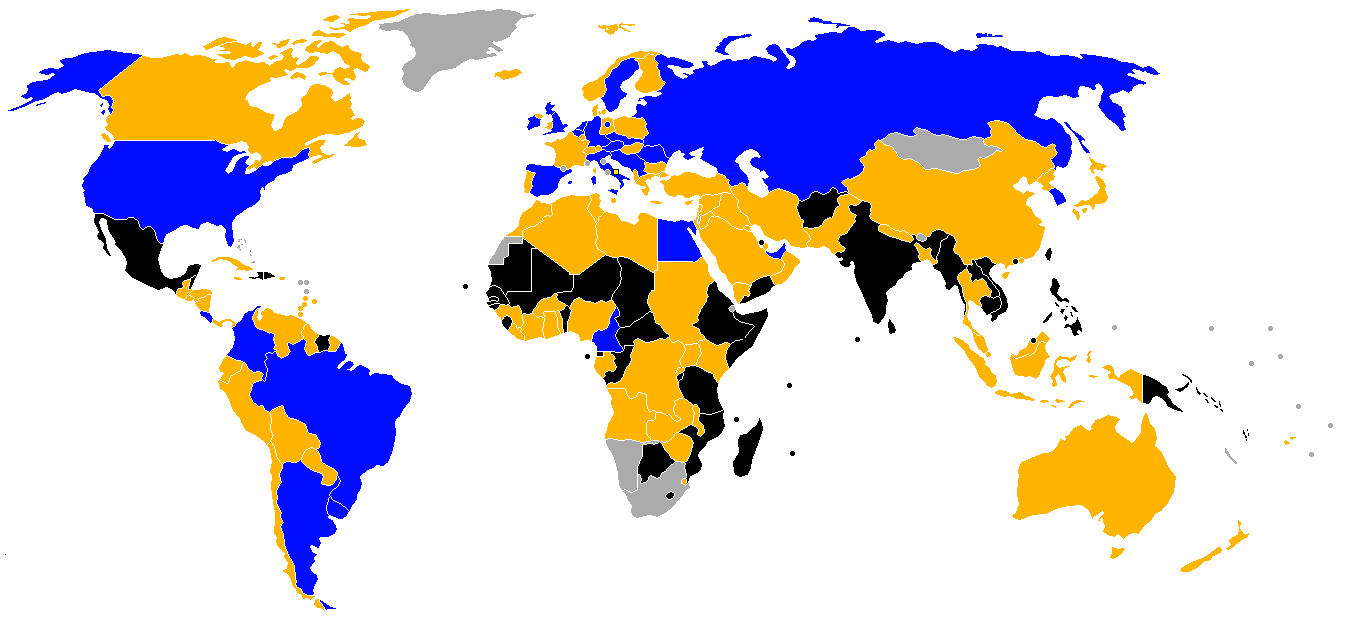
1990년 FIFA 월드컵 예선

|  | 본선 진출                 |
|  | 탈락 (기권과 실격을 포함) |
|  | 불참                      |
|  | FIFA 비회원               |

| 팀             | 참가 자격                       | 본선 진출 확정일 | 통산 출전 횟수 | 마지막 진출 | 연속 진출 횟수 | 역대 최고 성적                                 |
| -------------- | ------------------------------- | ---------------- | -------------- | ----------- | -------------- | ---------------------------------------------- |
| 이탈리아(H)    | 개최국                          | 1984년 5월 19일  | 12             | 1986        | 8              | 우승 (1934, 1938, 1982)                        |
| 아르헨티나(C)  | 1986년 FIFA 월드컵 우승         | 1986년 6월 29일  | 10             | 1986        | 5              | 우승 (1978, 1986)                              |
| 코스타리카     | 북중미 최종 예선 1위            | 1989년 7월 16일  | 1              | 첫 출전     | 1              | 첫 출전                                        |
| 브라질         | 남미 예선 3조 1위               | 1989년 9월 3일   | 14             | 1986        | 14             | 우승 (1958, 1962, 1970)                        |
| 우루과이       | 남미 예선 1조 1위               | 1989년 9월 24일  | 9              | 1986        | 2              | 우승 (1930, 1950)                              |
| 유고슬라비아   | 유럽 예선 5조 1위               | 1989년 10월 11일 | 8              | 1982        | 1              | 4위 (1930, 1962)                               |
| 스페인         | 유럽 예선 6조 1위               | 1989년 10월 11일 | 8              | 1986        | 4              | 4위 (1950)                                     |
| 잉글랜드       | 유럽 예선 2조 2위               | 1989년 10월 11일 | 9              | 1986        | 3              | 우승 (1966)                                    |
| 대한민국       | 아시아 최종 예선 1위            | 1989년 10월 25일 | 3              | 1986        | 2              | 조별 리그 (1954, 1986)                         |
| 스웨덴         | 유럽 예선 2조 1위               | 1989년 10월 25일 | 8              | 1978        | 1              | 준우승 (1958)                                  |
| 벨기에         | 유럽 예선 7조 1위               | 1989년 10월 25일 | 8              | 1986        | 3              | 4위 (1986)                                     |
| 아랍에미리트   | 아시아 최종 예선 2위            | 1989년 10월 28일 | 1              | 첫 출전     | 1              | 첫 출전                                        |
| 콜롬비아       | 남미-오세아니아 플레이오프 승자 | 1989년 10월 30일 | 2              | 1962        | 1              | 조별 리그 (1962)                               |
| 루마니아       | 유럽 예선 1조 1위               | 1989년 11월 15일 | 5              | 1970        | 1              | 1라운드 (1930, 1934, 1938, 1970)               |
| 소련           | 유럽 예선 3조 1위               | 1989년 11월 15일 | 7              | 1986        | 3              | 4위 (1966)                                     |
| 오스트리아     | 유럽 예선 3조 2위               | 1989년 11월 15일 | 6              | 1982        | 1              | 3위 (1954)                                     |
| 네덜란드       | 유럽 예선 4조 1위               | 1989년 11월 15일 | 5              | 1978        | 1              | 준우승 (1974, 1978)                            |
| 서독           | 유럽 예선 4조 2위               | 1989년 11월 15일 | 12             | 1986        | 10             | 우승 (1954, 1974)                              |
| 스코틀랜드     | 유럽 예선 5조 2위               | 1989년 11월 15일 | 7              | 1986        | 5              | 조별 리그 (1954, 1958, 1974, 1978, 1982, 1986) |
| 아일랜드       | 유럽 예선 6조 2위               | 1989년 11월 15일 | 1              | 첫 출전     | 1              | 첫 출전                                        |
| 체코슬로바키아 | 유럽 예선 7조 2위               | 1989년 11월 15일 | 8              | 1982        | 1              | 준우승 (1934, 1962)                            |
| 이집트         | 아프리카 최종 예선 승자         | 1989년 11월 17일 | 2              | 1934        | 1              | 1라운드 (1934)                                 |
| 카메룬         | 아프리카 최종 예선 승자         | 1989년 11월 19일 | 2              | 1982        | 1              | 조별 리그 (1982)                               |
| 미국           | 북중미 최종 예선 2위            | 1989년 11월 19일 | 4              | 1950        | 1              | 3위 (1930)                                     |

- (H) - 개최국으로서 자동 진출
- (C) - 1986년 FIFA 월드컵 우승 팀으로서 자동 진출